# Jaltomate, Aguascalientes
Jaltomate är en ort i Mexiko.   Den ligger i kommunen Aguascalientes och delstaten Aguascalientes, i den centrala delen av landet, 400 km nordväst om huvudstaden Mexico City. Jaltomate ligger 1 929 meter över havet och antalet invånare är 2 299.
Terrängen runt Jaltomate är huvudsakligen en högslätt. Jaltomate ligger nere i en dal. Runt Jaltomate är det tätbefolkat, med 459 invånare per kvadratkilometer. Närmaste större samhälle är Pabellón de Arteaga, 19,8 km nordväst om Jaltomate. Trakten runt Jaltomate består till största delen av jordbruksmark.